# Komisariat Straży Celnej „Nowe”

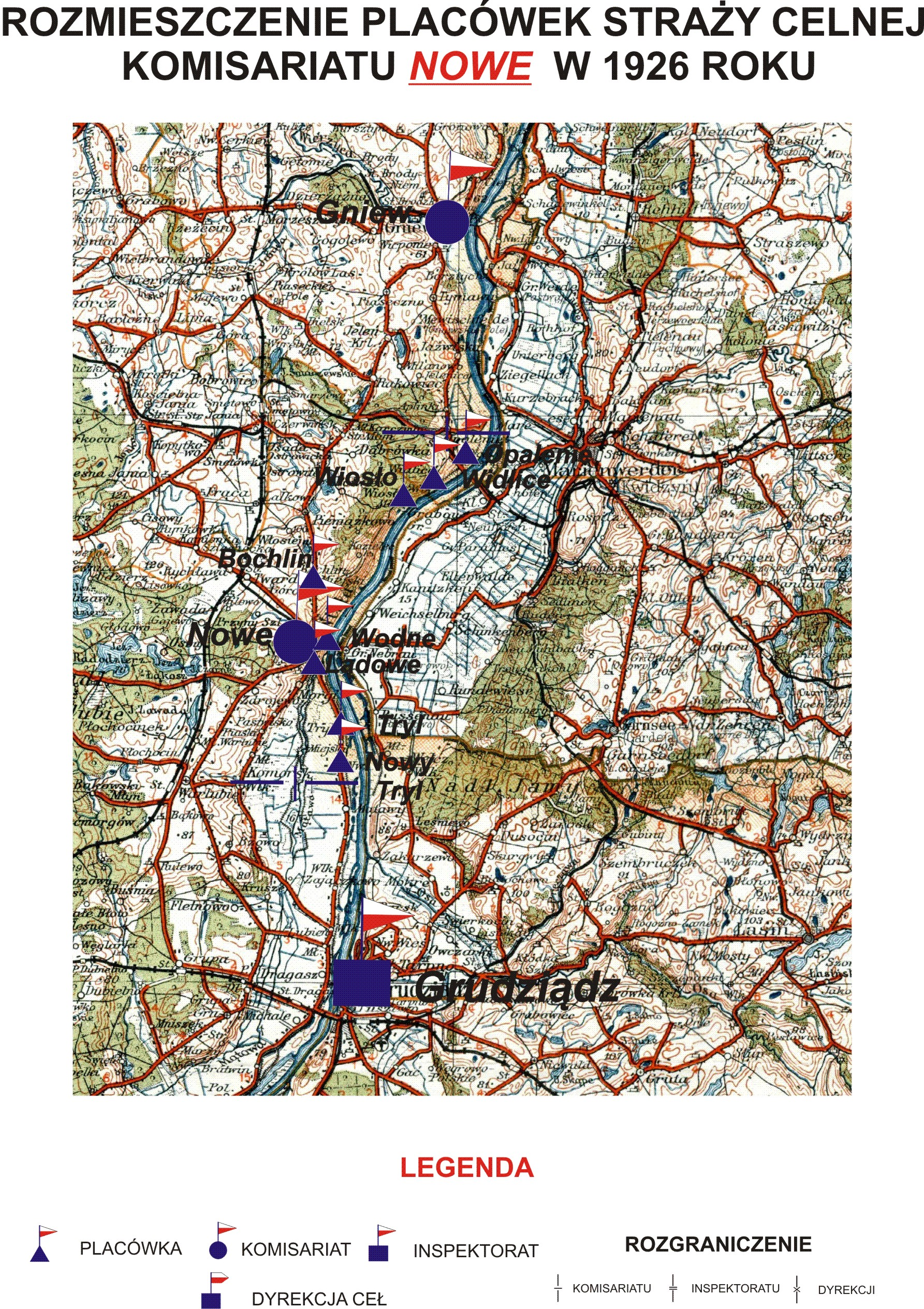
Rozmieszczenie placówek SC komisariatu „Nowe” w 1926 r.

Komisariat Straży Celnej „Nowe” – jednostka organizacyjna Straży Celnej pełniąca służbę ochronną na granicy polsko-niemieckiej w latach 1921–1928.

## Formowanie i zmiany organizacyjne
Na wniosek Ministerstwa Skarbu, uchwałą z 10 marca 1920 roku, powołano do życia Straż Celną. Od połowy 1921 roku jednostki Straży Celnej rozpoczęły przejmowanie odcinków granicy od pododdziałów Batalionów Celnych. W 1922 roku w Pieniążkowie stacjonował sztab 4 kompanii 16 batalionu celnego. Kompania wystawiała między innymi placówkę w Nowem. Pododdziały 16 batalionu celnego zostały zluzowane przez strażników celnych 14 marca 1922 roku o godzinie 12:00 . Proces tworzenia Straży Celnej trwał do końca 1922 roku. Komisariat Straży Celnej „Nowe”, wraz ze swoimi placówkami granicznymi, wszedł w podporządkowanie Inspektoratu Straży Celnej „Grudziądz”.
W drugiej połowie 1927 roku przystąpiono do gruntownej reorganizacji Straży Celnej. W praktyce skutkowało to rozwiązaniem tej formacji granicznej. Rozporządzeniem Prezydenta Rzeczypospolitej Polskiej Ignacego Mościckiego z 22 marca 1928 roku w jej miejsce powoływano z dniem 2 kwietnia 1928 roku Straż Graniczną.
Rozkazem nr 2 z 19 kwietnia 1928 roku w sprawach organizacji Pomorskiego Inspektoratu Okręgowego dowódca Straży Granicznej gen. bryg. Stefan Pasławski powołał komisariat Straży Granicznej „Rakowiec” który przejął ochronę granicy od rozwiązywanego komisariatu Straży Celnej. 

## Służba graniczna
Sąsiednie komisariaty
- komisariat Straży Celnej „Dusocin” ⇔  komisariat Straży Celnej „Gniew” − 1926

## Funkcjonariusze komisariatu
Obsada personalna w 1926:
- kierownik komisariatu – komisarz Franciszek Agaciak
- pomocnik kierownika komisariatu – starszy przodownik Ignacy Sobieraj

## Struktura organizacyjna
Organizacja komisariatu w 1926 roku:
- komenda – Nowe
- placówka Straży Celnej „Opalenie”
- placówka Straży Celnej „Widlice”
- placówka Straży Celnej „Wiosło”
- placówka Straży Celnej „Bochlin”
- placówka Straży Celnej „Nowe lądowa”
- placówka Straży Celnej „Nowe wodna”
- placówka Straży Celnej „Tryl”
- placówka Straży Celnej „Nowy Tryl”